# Phình động mạch chủ
Phình động mạch chủ là một sự mở rộng (giãn) của động mạch chủ lớn hơn 1,5 lần kích thước bình thường. Chúng thường không gây ra triệu chứng trừ khi vỡ. Thỉnh thoảng, có thể có đau bụng, lưng hoặc đau chân.